# Chacra

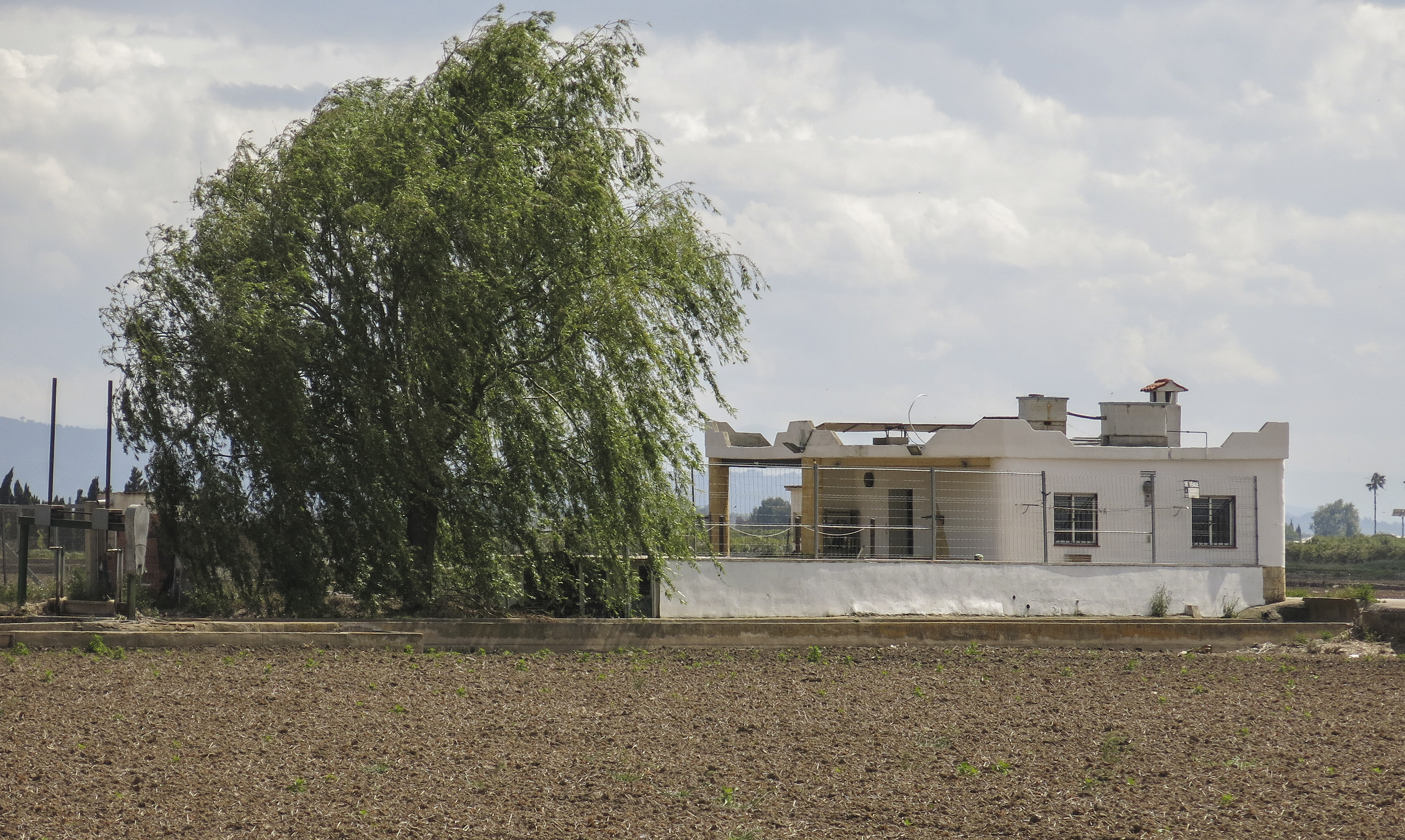
Chacra in Llacuna del Samaruc, Valencia, Spanien

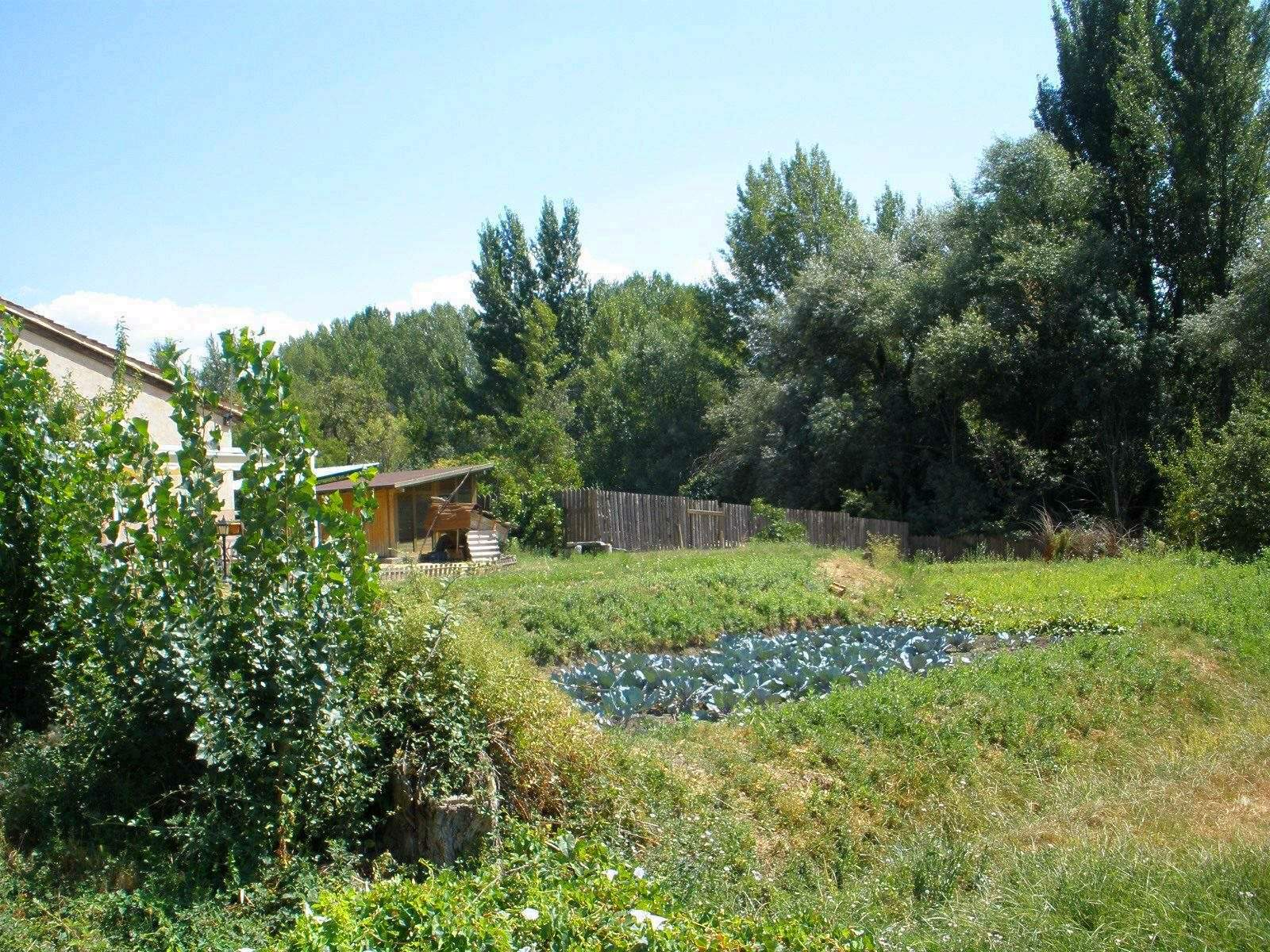
Chacra wie ein Gemüsegarten. San Lorenzo, Segovia

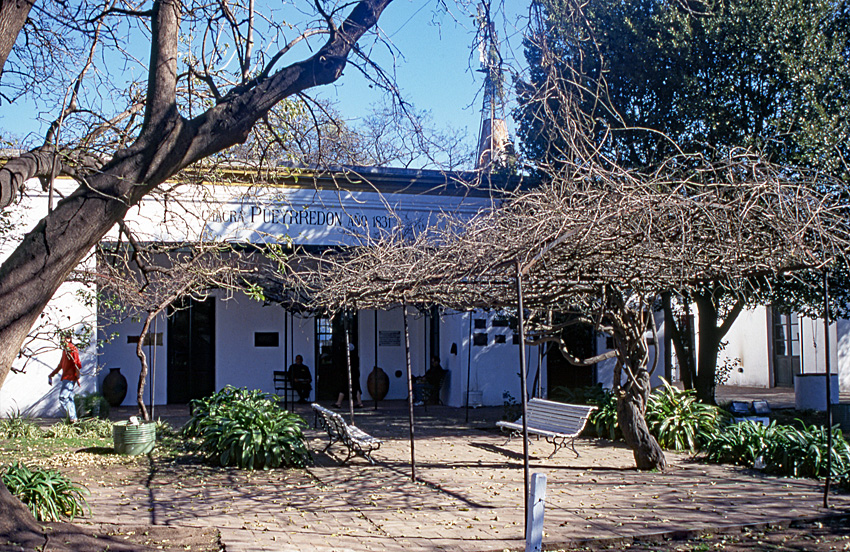
Chacra Pueyrredon, lugar de nacimiento de José Hernández, autor de Martín Fierro.

Chacra ist der spanische Begriff, der aus dem Quechua-Chakra stammt, was „Bauernhof, Grundhold, landwirtschaftliches Feld, mit Samen bepflanztes Land“ bedeutet.
Ein chacra bezieht sich auf Landbesitz, der sich normalerweise in den städtischen Randgebieten von Hispano-Amerika befindet und Lebensmittel zur Versorgung der Städte produzierte. Es bezieht sich in der Regel in Iberoamerika auf landwirtschaftliche Betriebe, die sich auf Gemeinschaftsland befinden. Der Begriff chacra wurde erstmals während des Vizekönigreichs Peru verwendet und der entsprechende Name auf den Antillen ist conuco (Subsistenzwirtschaft).
Sie unterscheiden sich von Estancia und Hazienda normalerweise durch ihre Größe sowie durch die Art der Produktion und den Markt, auf den sie ausgerichtet sind. Heute werden die Höfe auch häufig für den Gartenbau genutzt.
Den gleichen Ursprung hat das portugiesische Wort chácara, das in Brasilien häufig verwendet wird, um sich auf einen kleinen Bauernhof zu beziehen.